# Sete Sábios da Grécia
Aos Sete Sábios da Grécia eram atribuídas frases, pensamentos, máximas e preceitos, alguns tão famosos que foram inscritos no templo de Apolo em Delfos. A lista desses sábios, contudo, nem sempre foi a mesma.

## História
Fora do âmbito mítico, vinte e dois homens foram citados como pertencentes ao grupo dos sete sábios, sendo eles: Tales, Pítaco, Bias, Sólon, Quilon de Esparta, Cleobulo, Periandro, Míson, Aristodemo, Epiménides, Leofanto, Pitágoras, Anacarses, Epicarmo, Acusilau, Orfeu, Pisístrato, Ferécides de Siro, Hermióneo, Laso, Panfilo e Anaxágoras. Nunca houve um consenso entre os historiadores, os únicos que sempre pertenceram ao grupo são os quatro primeiros da lista.
No texto atribuído a Higino, os sete sábios são: Pítaco de Mitilene, Periandro de Corinto, Tales de Mileto, Sólon de Atenas, Quílon de Esparta, Cleóbulo de Lindos e Bias.
Plutarco lista os sete sábios como Tales, Bias, Pítaco, Solon, Quílon, Cleóbulo e Anacarses.
Platão, no diálogo intitulado Protágoras, expõe a seguinte lista: Tales, Pítacos, Bias, Solon, Cleóbulo, Mison e Quílon.
Como características, os sábios eram muito sintéticos em suas afirmações. De Sólon, temos: "Se sabes, cala"; de Bias: "Odeia o falar ligeiro"; de Cleobulo: "Ser ávido de escutar e não de falar" e de Quilon de Esparta: "Que a tua língua não corra à frente do teu pensamento". De Bias temos a seguinte máxima: "A maioria dos homens é perversa".

## As máximas e preceitos
Relação das máximas e dos preceitos de cada sábio:
Tales de Mileto
- Conhece-te a ti mesmo.[7]
- A certeza é precursora da ruína.[2]
- A ignorância é incômoda.
- Espera receber de teus filhos, quando fores velho, o mesmo tratamento que dispensaste a teus pais.
- Evita as palavras que possam ferir os amigos.
- Evita enriquecer por vias desonestas.
- Evita os adornos exteriores e procura os interiores.
- Perto ou longe, importa lembrar os amigos.
- Quem promete, falta.
- Se és chefe, começa por saber dominar-te.

Pítaco de Mitilene
- A ambição é insaciável
- Ama a educação, a temperança, a prudência, a verdade, a fidelidade, a experiência, a gentileza, a companhia dos outros, a exatidão, os cuidados domésticos, a arte e a piedade.
- Dá-te ao respeito
- Não faças o que não gostares que te façam
- Não reveles projetos para, se falhares, não seres motivo de troça
- Sabe aproveitar a oportunidade [2]
- Sábio é quem sabe discernir o futuro; o passado é passado, mas o porvir é incerto.

Bias de Priene
- A maioria dos homens é perversa[2]
- Adolescente, sê activo; velho, sê sábio
- Aprende a saber ouvir
- Fala sempre com propósito
- Não sejas nem mau, nem tolo
- O cargo revela o homem
- Persuade pelo bem, e nunca pela força
- Reflete nos teus atos.
- Sê cuidadoso na realização de um projeto e, uma vez iniciado, prossegue sem desfalecimento.
- Vê-te num espelho.

Sólon de Atenas
- Aconselha o que for justo, não o que aches agradável
- Evita a mentira, confessando a verdade
- Evita o prazer, se ele for causa de remorso
- Guia-te pela razão
- Honra pai e mãe
- Mede as tuas palavras pelo silêncio e o silêncio pelas circunstâncias
- Nada em excesso [2]
- Nunca digas tudo o que sabes
- Procura ser honesto, porque a honestidade é melhor do que uma palavra honrada
- Respeita os amigos
- Quando souberes obedecer, saberás chefiar
- Se exiges a honestidade dos outros, começa por ser honesto
- Toma a peito as coisas importantes

Cleóbulo de Lindos
- A moderação é coisa ótima [2]
- A sabedoria é preferível à ignorância
- Aconselha retamente os teus concidadãos
- Casa com uma mulher da tua condição; se casares com uma rica, em vez de sogros arranjarás patrões
- Considera inimigo público quem odiar o povo
- Cuidado com a língua
- Evita a violência
- Evita acariciar a tua esposa em público; quem a desfruta em público procede mal, mas quem a acaricia, desperta paixões fúteis

Periandro de Corinto
- Tudo deve ser estudado com cuidado[2]

Quílon de Esparta
- Conhece-te a ti mesmo[2][8]
- Nada em excesso[8]
- Foge dos intriguistas
- Não desejes o impossível
- Não maldigas dos outros, para não ouvires críticas desagradáveis
- Põe a razão antes da língua
- Quando beberes, fala pouco para não cometeres indiscrições
- Respeita os velhos